# Super Mario Bros. 3
Super Mario Bros. 3 (in Japan: スーパーマリオブラザーズ3, oftewel: Sūpā Mario Burazāzu Surī), soms afgekort tot Mario 3, SMB3 of Super Mario 3, is een side-scrolling platform-videospel voor de NES (Famicom), SNES (Super Famicom), Game Boy Advance en Virtual Console, ontwikkeld door Nintendo EAD en voor het eerst uitgegeven door het Japanse bedrijf Nintendo in 1988. Super Mario Bros. 3 sluit aan bij de serie van Super Mario Bros. en is de vijfde, officiële uitgave in de Super Mario-videospelserie. Het spel werd wegens een groot succes vier keer hermaakt en verscheen sinds de originele datum van release op vier verschillende spelsystemen.
Gedurende het spel moet de speler kiezen tussen twee protagonisten: Mario en Luigi. Zij moeten acht uiteenlopende werelden doorkruisen om uiteindelijk Princess Peach (Princess Toadstool) te redden van Bowser en zijn slaven. Gedurende het hoofdavontuur kunnen beide karakters gebruikmaken van voorwerpen en power-ups om zich sterker op te stellen tegen de vijanden en eindbazen.

## Overzicht
Super Mario Bros. 3 introduceert een tal van vooruitgangen t.o.v. het originele Super Mario Bros., zoals de toevoeging van een wereldmap, minigames, nieuwe power-ups, meer vijanden en level-types. Antagonist Bowser keert weer terug in dit spel, maar heeft een nieuwe, roodharige look. Het spel introduceert voor het eerst ook de Koopalings. Super Mario Bros. 3 bevat de traditionele gameplay-formule van het originele Super Mario Bros.

## Doel
Princess Peach is wederom ontvoerd door de kwaadaardige Bowser, en het is aan Mario om hem te bereiken en te verslaan zodat hij de prinses kan bevrijden. Als met twee spelers wordt gespeeld, bestuurt de tweede speler Luigi, Mario's tweelingbroer, en wisselen de spelers de beurt wanneer de ander een level voltooit of een leven verliest.

## Levels
Super Mario Bros. 3 bevat 90 levels verdeeld over 8 werelden. De werelden zijn niet allemaal even groot en sommige bevatten meer levels dan andere. Er zijn over het algemeen drie types levels:
- Gewone levels: Het overgrote deel van het spel bestaat uit deze levels. Aan het eind van elk gewoon level kan een kaart worden gehaald. Elke drie kaarten geven één of meer levens, afhankelijk van de kaarten die gehaald zijn.
- Forten: Elke wereld heeft minimaal één fort, en aan het einde van elk fort wacht Boom Boom, een redelijk sterke vijand. Als deze wordt verslagen, worden slotjes op de kaart vernietigd. Als de speler later al zijn levens kwijtraakt, kan hij de volgende keer langs het slotje bewegen zonder dat levels voorafgaand aan een fort opnieuw gedaan moeten worden.
- Luchtschepen: Aan het eind van elke wereld staat een kasteel. Als dit wordt binnengegaan krijgt de speler het bericht dat de koning is getransformeerd en dat hij of zij de magische staf moet halen. Daarna springt de speler op een vliegend schip, en als de speler het einde bereikt moet hij of zij een van Bowsers Koopalings verslaan. Als dat lukt, wordt de koning terugveranderd en is de wereld voltooid.

## Minigames
Super Mario Bros 3. was een van de eerste spelen die minigames introduceerde; korte spelletjes om een voorwerp te bemachtigen. Het spel heeft een paar minispelletjes. Het eerste is de Toad House. Daar moet de speler kiezen tussen drie dozen om een power-up te krijgen. Het tweede is de Spade Panel. Daar moet de speler proberen de drie delen van een power-up bij elkaar te houden. Ook zijn er de Hammer Bro gevechten. Bij het verslaan van een Hammer Bro krijgt de speler een power-up. Bij de 2 playermode zit een Mario Bros minigame. Dit kan alleen gestart worden als Mario of Luigi het level van zijn broer speelt. Bijvoorbeeld als Mario level 1 speelt en Luigi level 1 start, komen ze bij de battle. Hierin kunnen ze kaarten van elkaar afpakken.

## Heruitgaven
In 1995 werd de eerste remake van Super Mario Bros. 3 uitgebracht op de zogeheten Satellaview, een toevoeging van de Super Famicom in Japan (dit systeem werd ook wel de BS-X genoemd). Een van de spelen voor dit systeem is een demo-versie van Super Mario Bros. 3 (gekend als BS Super Mario Collection), met verbeterde graphics zoals in Super Mario All-Stars. Toch is het spel geen kopie van het origineel. Het bevat een aantal nieuwigheden, zoals de "flower icons" en beelden in cartoonstijl die af en toe verschijnen.

### Super Mario All-Stars
Super Mario Bros. 3 kreeg in 1993 qua graphics en audio een grondige facelift op de SNES; het spel werd hernoemd tot Super Mario All-Stars. De Spade-panelen op de wereldkaart werden geanimeerd en begonnen zelfs te fonkelen in een actiescène. Aan de luchtschepen werden donder-effecten toegevoegd en ze worden allemaal voorgesteld in dezelfde kleur. De transformaties van de koningen zijn eveneens veranderd, meestal in populaire schepsels van andere Super Mario Bros.-spelen. De meest bijzondere verandering is de transformatie van de koning van wereld 7 in Yoshi in de SNES-versie van het spel. Dit terwijl in de NES-versie de koning werd getransformeerd in een Piranha Plant. De kleur van Fiery Mario en Fiery Luigi (origineel oranje) werd veranderd om de kleuren te laten passen bij Fiery Mario en Fiery Luigi bij Super Mario World (Rood en Wit). Een save-optie werd eveneens toegevoegd op de SNES-versie van het spel. De zogenaamde "suit fly off"-animatie, die werd gepresenteerd in de Japanse Famicom-versie, werd verwijderd in de Amerikaanse NES-versie. Deze werd echter terug ingevoerd in de versie van Super Mario All-stars.

### Super Mario Advance 4: Super Mario Bros. 3
Een gelijklopende versie van Super Mario Bros. 3 kreeg in 2003 vorm op de Game Boy Advance. Het spel werd uitgebracht onder de naam Super Mario Advance 4: Super Mario Bros. 3 en werd ontwikkeld door Nintendo R&RD2. De levels ondergingen verscheidene veranderingen en het spel bevat een geüpdatete versie van het originele Mario Bros. In de game is er eveneens een optie om met een link-cable verbinding maken met een multiplayerstand. Nieuwe, gecreëerde levels, gebaseerd op Super Mario Bros. 3 en demonstraties hoe men de standaard-levels kan completeren, kunnen gedownload worden via e-Readerkaarten. Enkel twee sets van kaarten werden uitgebracht en de e-Reader was beëindigd, kort daarna in de Verenigde Staten (de e-Reader werd nooit gelanceerd in Europa, dus werd de e-Readeroptie in de Europese spelen verwijderd). Het spel bevat een voice-acting voor Mario en Luigi, ingesproken door Charles Martinet. De gesproken woorden van de protagonisten komen bijna overeen met de voice-acting van Super Mario 64, zoals de fameuze zin: "Mamma mia!" wanneer de personages in een afgrond vallen of verslagen worden door een vijand. Ook een veel terugkerende zin in het spel is: "Just what I needed!" wat evenveel betekent als: "Net wat ik nodig had!" en voorkomt als de spelfiguren bijvoorbeeld een power-up bemachtigen. Super Mario Advance 4: Super Mario Bros. 3 is het vijfde Mariospel voor de Game Boy Advance. Wanneer alle standaardlevels in het spel voltooid worden, kunnen deze gespeeld worden wanneer de speler dat wil. Ook alle paddenstoelhuizen gaan weer open en een kaart kan worden opgeroepen om te transporteren naar andere gebieden wanneer men dat zelf wil.

### e-Reader
Super Mario Advance 4 was een van de weinige spelen met een volwassen e-Reader-extensie. Er waren level-, power-up-, en demokaarten. De levels zijn toegankelijk in de levelkaart opties in het openingsmenu. In het hoofdspel kan de speler gebruikmaken van twee opties: "Demo Card" en "Power-Up Card". De kaarten werden uitgebracht in drie vormen:
- SMB3-e series
- Wal-Mart cards
- Special cards included with the game

In Japan werden twee sets van kaarten uitgebracht; Amerika en Australië kregen er ook twee maar hadden enkel een derde van het aantal nummers van de kaarten dat de Japanse sets hadden. Er waren 50 kaarten in Japanse series 1 en 2; de e-Reader werd nooit gelanceerd in Europa. Ze hebben dezelfde grootte als de normale speelkaarten en werden uitgebracht in drie types: Power-Up, Demo en Level Cards.
Wanneer spelers een demo wensen te spelen moeten zij een power-up of een level inladen. Hiervoor hebben ze een e-Reader, een link cable en de aangewezen kaart. De speler dient verbinding te maken via de paarse verbinder met de Game Boy Advance met deze kaart, en de grijze verbinder in de Game Boy Advance met de e-Reader.

## Items en power-ups
Super Mushroom, P-Wing, Music Box, Anchor
Fire Flower, P-Switch, Hammer
Super Leaf, 1-up Mushroom, Lakitu's Cloud
Tanooki Suit, Star, Kuribo Shoe, Warp Whistle
Frog Suit, Coin, Magic Sceptor
Hammer Suit, Card Roulette, ?-Ball, Block
POW-Block (komt alleen voor in het 2 player-battle-spel)
?-Block, Ice Block

## Trivia
- Het spel is opgenomen in het boek 1001 Video Games You Must Play Before You Die van Tony Mott.